# Louis Seigner
Louis Seigner (Saint-Chef (Isère), 23 juni 1903 – Parijs, 20 januari 1991) was een Frans acteur. 

## Biografie
Louis Seigner werd in 1903 geboren in een gezin van bescheiden afkomst. Hij studeerde aan het conservatorium van Lyon met de bedoeling zanger te worden. Daarna studeerde hij aan het Conservatoire national supérieur d'art dramatique in Parijs. Hij werd vervolgens aangenomen door het Théâtre de l'Odéon. In 1939 trad hij toe tot de Comédie-Française.
Tijdens zijn carrière speelde hij in meer dan 150 films en vertolkte meer dan 200 theaterrollen. Naast zijn acteerwerk gaf hij les aan het conservatorium en was hij decaan van de Comédie-Française.
Seigner overleed in januari 1991 in zijn Parijse appartement door een brand die vermoedelijk werd veroorzaakt door een slecht gedoofde pijp. Hij is begraven op de Cimetière d'Ivry.
Seigner was getrouwd met de actrice  Marie Cazeaux. Hij was de vader van actrice Françoise Seigner, en de grootvader van Emmanuelle Seigner, Mathilde Seigner en Marie-Amélie Seigner.

## Filmografie (selectie)
- 1931: Une histoire entre mille van Max de Rieux
- 1932: Chotard et Cie van Jean Renoir
- 1938: Alerte en Méditerranée van Léo Joannon
- 1939: Entente cordiale van Marcel L'Herbier
- 1941: Nous les gosses van Louis Daquin
- 1941: Le Briseur de chaînes van Jacques Daniel-Norman
- 1942: La Symphonie fantastique van Christian-Jaque
- 1942: La Loi du printemps van Jacques Daniel-Norman
- 1942: Le Mariage de Chiffon van Claude Autant-Lara
- 1942: Défense d'aimer van Richard Pottier
- 1943: Le Voyageur de la Toussaint van Louis Daquin
- 1943: Goupi Mains Rouges van Jacques Becker
- 1943: Les Anges du péché van Robert Bresson
- 1943: Les Roquevillard van Jean Dréville
- 1943: Le Corbeau van Henri-Georges Clouzot
- 1943: Lucrèce van Léo Joannon
- 1943: Vautrin van Pierre Billon
- 1944: Premier de cordée van Louis Daquin
- 1944: Service de nuit van Jean Faurez
- 1945: Le Jugement dernier van René Chanas
- 1946: Jéricho van Henri Calef
- 1946: L'Homme au chapeau rond van Pierre Billon
- 1946: Un revenant van Christian-Jaque
- 1946: Patrie van Louis Daquin
- 1946: Rêves d'amour van Christian Stengel
- 1947: Les Chouans van Henri Calef
- 1947: La Femme en rouge van Louis Cuny
- 1948: La Chartreuse de Parme van Christian-Jaque
- 1948: Les Frères Bouquinquant van Louis Daquin
- 1948: La Carcasse et le Tord-cou van René Chanas
- 1948: Le Colonel Durand van René Chanas
- 1948: D'homme à hommes van Christian-Jaque
- 1949: Tête blonde van Maurice Cam
- 1949: Un certain monsieur van Yves Ciampi
- 1949: Vire-vent van Jean Faurez
- 1949: Rendez-vous de juillet van Jacques Becker
- 1949: Singoalla van Christian-Jaque
- 1949: Miquette et sa mère van Henri-Georges Clouzot
- 1949: La Marie du port van Marcel Carné
- 1949: Maya van Raymond Bernard
- 1950: L'Homme de la Jamaïque van Maurice de Canonge
- 1951: Maître après Dieu van Louis Daquin
- 1951: L'Enfant des neiges van Albert Guyot
- 1951: Dakota 308 van Jacques Daniel-Norman
- 1951: Le Cas du docteur Galloy van Maurice Boutel
- 1951: Clara de Montargis van Henri Decoin
- 1951: La Plus belle fille du monde van Christian Stengel
- 1951: Le Dindon van Claude Barma
- 1952: Les Dents longues van Daniel Gélin
- 1952: Le Plaisir van Max Ophüls
- 1952: Les Sept Péchés capitaux van Claude Autant-Lara
- 1952: Nous sommes tous des assassins van André Cayatte
- 1952: Le Jugement de Dieu van Raymond Bernard
- 1952: Adorables Créatures van Christian-Jaque
- 1952: La Fête à Henriette van Julien Duvivier
- 1952: Les Amants de minuit van Roger Richebé
- 1953: Koenigsmark van Solange Térac
- 1953: Minuit... Quai de Bercy van Christian Stengel
- 1953: L'Esclave van Yves Ciampi
- 1953: Lucrèce Borgia van Christian-Jaque
- 1954: L'Ennemi public numéro un van Henri Verneuil
- 1954: Si Versailles m'était conté... van Sacha Guitry
- 1954: Obsession van Jean Delannoy
- 1954: La Belle Otero van Richard Pottier
- 1954: Le Comte de Monte-Cristo van Robert Vernay
- 1955: Ragazze d'oggi van Luigi Zampa
- 1955: Marguerite de la nuit van Claude Autant-Lara
- 1956: Paris, Palace Hôtel van Henri Verneuil
- 1957: Les Espions van Henri-Georges Clouzot
- 1957: La venganza van Juan Antonio Bardem
- 1958: Le Bourgeois gentilhomme van Jean Meyer
- 1958: Les Grandes Familles van Denys de La Patellière
- 1958: Les Jeux dangereux van Pierre Chenal
- 1959: Rue des prairies van Denys de La Patellière
- 1959: Le Mariage de Figaro van Jean Meyer
- 1959: Les Yeux de l'amour van Denys de La Patellière
- 1960: Les Cosaques van Victor Tourjansky en Giorgio Rivalta
- 1960: La Vérité van Henri-Georges Clouzot
- 1960: Le Président van Henri Verneuil
- 1961: L'eclisse van Michelangelo Antonioni
- 1964: Les Amitiés particulières van Jean Delannoy
- 1965: La Corde au cou van Joseph Lisbona
- 1966: Soleil noir van Denys de La Patellière
- 1968: Le Pacha van Georges Lautner
- 1973: Prêtres interdits van Denys de La Patellière
- 1974: La Race des seigneurs van Pierre Granier-Deferre
- 1975: Section spéciale van Costa-Gavras
- 1975: Bons baisers de Hong Kong van Yvan Chiffre
- 1976: Monsieur Klein van Joseph Losey
- 1981: Asphalte van Denis Amar
- 1982: Les Misérables van Robert Hossein